# Ghana en los Juegos Paralímpicos de Tokio 2020
Ghana estuvo representada en los Juegos Paralímpicos de Tokio 2020 por tres deportistas masculinos. El equipo paralímpico ghanés no obtuvo ninguna medalla en estos Juegos.